# 久保瀬暁明

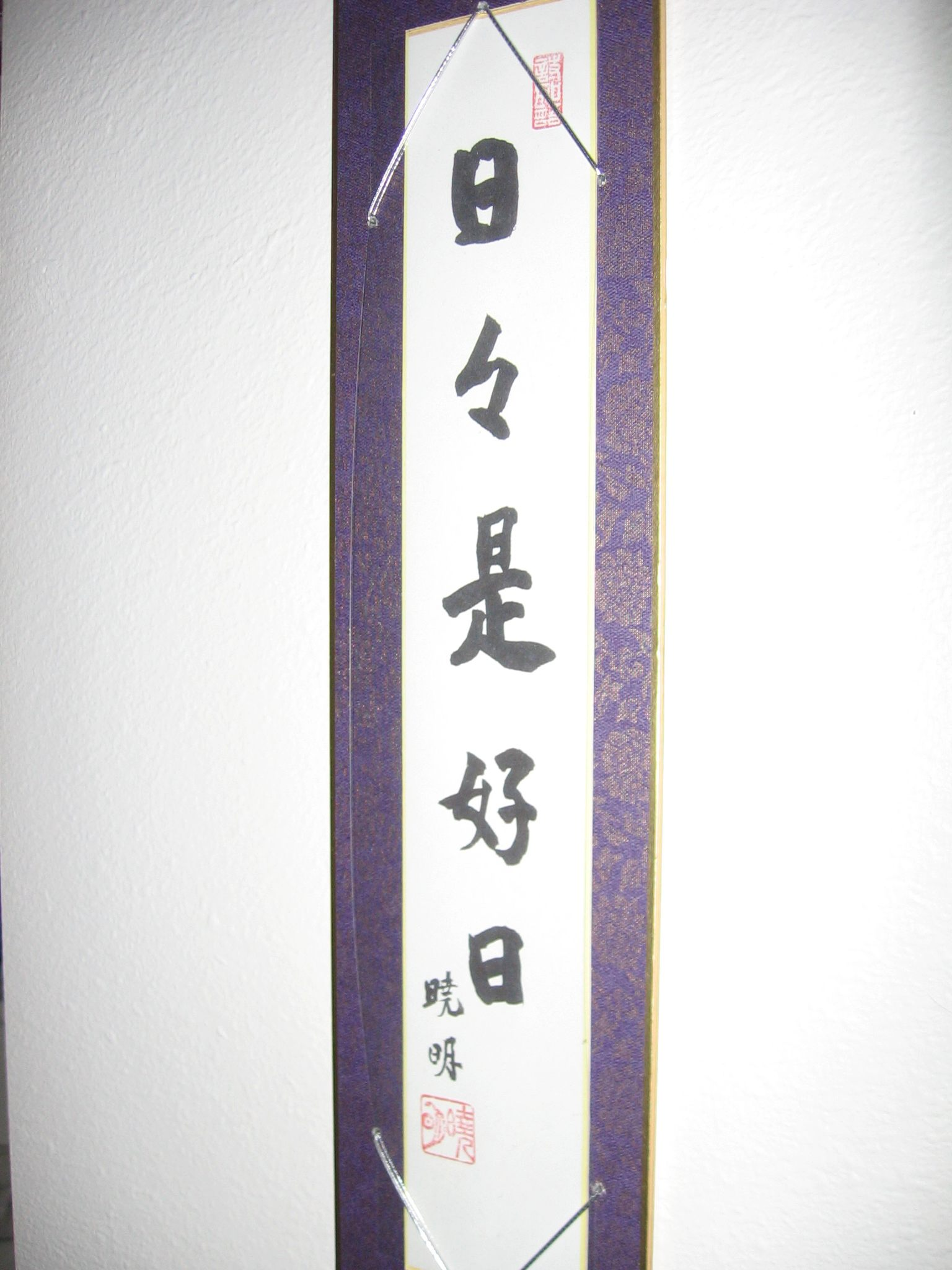
久保瀬による「日々是好日」の書。

久保瀬 暁明（くぼせ ぎょうめい、Gyomei Kubose、出生名：久保瀬マサオ、1905年 - 2000年3月29日）は、1944年にシカゴ仏教会を創設した日系アメリカ人の仏教指導者。アメリカ合衆国のサンフランシスコに生まれたが、青年期の大部分を日本で過ごした。カリフォルニア大学バークレー校を卒業後、久保瀬は日本に戻り、暁烏敏の指導の下で学んだが、その暁烏は明治期の浄土真宗の改革者であった清沢満之の教え子であった。
太平洋戦争中には日系人の強制収容によってハートマウンテン移住センターに収容されたが、1944年にシカゴへ移り、シカゴ仏教会を創設した。
久保瀬は、特定宗派に属さない仏教者であり、仏教は、かつて明治以前にあったような共同体の伝統としてあるだけではなく、ひとりひとりの人生の歩みに組み込まれたものでなければならない、という清沢の思想に従っていた。久保瀬は、広く北アメリカに大きな影響を残し、講演旅行で合衆国の大部分を周った。シカゴ仏教会のみならず、 American Buddhist Association や、シカゴの Buddhist Education Centre、その他の仕事にも関わっていた。
久保瀬は仏教の理念を拡張し、二元論はエゴイズムが生み出す幻想だとし、元々万物は一つなのだと論じた。彼の講演や説法の多くはこの点を論じ、エゴに邪魔をさせなければ、全てが一つであることと個別性は共存できると述べていた。もう一つよく取り上げられた論点は、清沢の思想を拡張したもので、仏教は個々人の経験であるべきであり、寺に通い、経を唱えるだけでは不十分なのだというものであった。この経験は、内面から生じるものでなければならず、実体を伴うものではない。この点において、久保瀬はブッダをソクラテスと同じ地平に置き、仏教はまず第一に哲学なのであって、宗教はその次なのだとした。その意図は、哲学が人が改めて考えるものであるというところにあり、宗教的伝統の教えに頼ることもできるだろうが、全てが一つであることを認識し、正覚を得るのはひとりひとりの個人だということである。
久保瀬の死後は、1998年に後継者に指名されていた息子の向陽 (コウヨウ、Koyo Kubose) が跡を継いだ。

## 著書
- 'Everyday Suchness: Buddhist Essays on Everyday Living'　Dharma House Publishing　1967（英文）
- 'Zen Koans'　Dharma House Publishing 1973（英文）
- 'American Buddhism'　1976（英文）
- 'The Center Within'　Dharma House Publishing　1986（英文）